# Лидерс-Веймарн, Александр Александрович
Граф Александр Александрович Лидерс-Веймарн (30 августа [11 сентября] 1856, Санкт-Петербург — 28 марта 1914, Ницца) — русский государственный деятель. Брат генерала от артиллерии Ф. А. Лидерс-Веймарна.

## Биография
Родился 30 августа (11 сентября) 1856 года в Санкт-Петербурге в православной семье — сын полковника Александра Александровича Веймарна (17.04.1827—25.01.1888) и графини Надежды Александровны Лидерс (6.02.1838—1.01.1895).
Согласно Высочайше утвержденному мнению Госсовета от 30 августа 1863 года его отец, на тот момент подполковник Веймарн, женатый на дочери генерала от инфантерии графа А. Н. Лидерса, получил позволение принять для себя и своего потомства фамилию, титул и герб своего тестя.
Образование получил в 6-й Варшавской гимназии; окончил Николаевскую академию Генерального штаба по 2-му разряду. В службу вступил 27 февраля 1876. 8 июня 1877 произведен в прапорщики с определением в 9-ю конно-артиллерийскую батарею. 19 августа того же года прикомандирован к гвардейской конно-артиллерийской бригаде. 29 марта 1884 стал адъютантом военного министа с переводом в лейб-гвардии Гусарский полк. 9 апреля 1889 произведен в ротмистры, с зачислением по гвардейской кавалерии.
В 1894 году перешел на статскую службу; с 11 февраля 1895 года числился по ведомству Министерства внутренних дел. С 21 июля 1899 по 20 сентября 1902 года был Петроковским вице-губернатором. С 1901 года состоял в звании камергера; 6 декабря 1904 года был пожалован в действительные статские советники за отличие по службе.
С 12 сентября 1905 был членом Совета министра внутренних дел. Занимал должность директора Владимиро-Волынского отделения Общества попечительного о тюрьмах.
Унаследовал от деда майорат Холм в Люблинской губернии.
Умер в Ницце 28 марта 1914 года[по какому календарю?].

## Награды
- Орден Святого Станислава 2-й ст. (1896)
- Орден Святой Анны 2-й ст. (1901)
- Орден Святого Владимира 3-й ст. (1910)

Медали и знаки:
- Медаль «В память царствования императора Александра III» (1896)
- Медаль «В память 300-летия царствования дома Романовых» (1913)
- Знак Холмского православного братства 1-й ст.

Иностранные:
- Прусский орден Короны 3-й степени (1887)
- Бухарский орден Восходящей звезды 3-й ст. (1893)
- Австрийский командорский крест ордена Франца Иосифа со звездой (1903)

## Семья
Первая жена, Александра Александровна (04.01.1861—01.02.1935), дочь капитан-лейтенанта белевского помещика Александра Демьяновича Дмитриева, родила 10 ноября 1889 года сына Георгия; вероятно их дети также:
- Александр (1880—?); женился 16 августа 1900 года на дочери камергера Александре Дмитриевне Нарышкиной (03.11.1880—?)[2] и имел детей: Александру (31.10.1902—?), Александра (16.11.1903—?) и Георгия (24.04.1905—?)[3]
- Елизавета (14.09.1883, Санкт-Петербург — 22.03.1969, Авон (Сена и Марна); была дважды замужем: 1) 1899; развод 1919: штаб-ротмистр лейб-гвардии Уланского полка Николай Иванович Кавелин (1871—?); 2) 20.11.1920, Париж: князь Владимир Николаевич Орлов (1868/1869—1927)

В середине 1890-х годов Александра Александровна вышла замуж за князя Владимира Николаевича Масальского и у них родился сын Николай (15.12.1896 – 1943).